# Albania (satrapia)
L'Albania, o Ardhan in Partico o Arran in persiano, era una satrapia caucasica (provincia) dell'Impero Sasanide.

## Storia

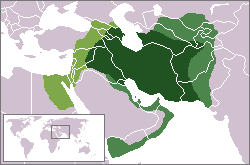
L'Impero sasanide al suo apogeo, sotto lo scià Cosroe II.

Nel 252-253 l'Albania caucasica insieme all'Iberia caucasica e alla Grande Armenia entrò a far parte dell'Impero sasanide. L'Albània era uno stato fantoccio sasanide, con il Re di Albania che non aveva nessun potere reale e con l'autorità militare, civile e religiosa in mano al marzban (governatore militare) sasanide del territorio.
A metà del IV secolo il re di Albània Urnayr arrivò in Armenia e venne battezzato da Gregorio l'Illuminatore, ma il Cristianesimo si diffuse in Albània solo gradualmente, e il re Albano rimase fedele ai Sasanidi. Dopo la spartizione dell'Armenia tra i Romani (poi Bizantini) e la Persia (nel 387), l'Albania, in quanto alleato della Persia sasanide, riconquistò tutta la sponda destra del fiume Kura fino al fiume Araxes, incluse Artsakh e Utik.
L'Imperatore sasanide Yazdgard II promulgò un editto con cui obbligava tutti i Cristiani dell'Impero a convertirsi al Mazdaismo, temendo che i Cristiani potessero allearsi con l'Impero Romano, che recentemente aveva adottato il Cristianesimo come religione di Stato. Questo portò alla rivolta degli Albani, oltre a quella degli Armeni e degli Iberiani. Tuttavia, il re Albano Vache, parente di Yazdgard II, si convertì alla religione ufficiale dell'Impero sasanide, ma si riconvertì al cristianesimo poco dopo.
A metà del V secolo su ordine del re Persiano Peroz I Vache costruì in Utik la città inizialmente chiamata Perozabad, poi Partaw e Bərdə, e la rese capitale dell'Albania. La sede dei cattolici Albanesi e quella del marzban vennero inoltre trasferite a Partaw.
Dopo la morte di Vache, l'Albania rimase senza re per trent'anni fino a quando il Sasanide Balash nominò re di Albania Vachagan, figlio di Yazdegerd e fratello di Vache.
A partire dalla fine del V secolo, l'antica dinastia regnante di Albania fu rimpiazzata dai principi della famiglia Persiana o Partica dei Mihranidi, che sosteneva di discendere dai Sasanidi. Essi assunsero il titolo Persiano di Arranshah (scià di Arran, il nome Persiano dell'Albania). Il nome della dinastia regnante deriva dal suo fondatore Persiano Mihran, che era un lontano parente dei Sasanidi. La dinastia Mihranide sopravvisse sotto il dominio Musulmano fino all'821-22.
Nel tardo VI – inizi VII secolo l'Albania divenne un territorio conteso tra Persia Sasanide, Bisanzio e il khaganato dei Cazari, con gli ultimi due spesso alleati contro i Persiani. Durante la Terza guerra persiano-turca, i Cazari invasero l'Albania, e il loro capo Ziebel si dichiarò Signore di Albania. I re Albanesi continuarono a regnare sull'Albania pagando tributi alle potenze regionali. L'Albania fu in seguito conquistata dagli Arabi durante la Conquista islamica della Persia.

## Politica e Organizzazione
Il re di Albania era vassallo dell'Impero sasanide e non aveva nessun reale potere. In realtà era il marzban (governatore persiano) a governare il paese. La capitale della provincia era P'artaw. L'Albania aveva anche l'equivalente sasanide di un wuzurg framandar (primo ministro) tuttavia non si sa quale fosse il suo ruolo, ma, come nell'Armenia sasanide, è possibile che fosse subordinato al marzban.

## Città e Fortificazioni
P'artaw divenne capitale nel IV secolo. Venne in seguito ribattezzata Perozabad quando Peroz ricostruì la città. La città cambiò nuovamente nome quando Kavadh I fortificò la città e la chiamò Perozkavad (vittorioso Kavadh). A quel tempo P'artaw era una città prospera e una fortezza resistente agli attacchi nemici. Kabala, la vecchia capitale, ancora manteneva una certa importanza, e in seguito divenne sede di un vescovo. Xalxal, una città che si trovava a Uti ma vicina all'Iberia, divenne la residenza invernale dei re Albani. Diwatakan, sempre in Uti, divenne la residenza estiva.
I re Sasanidi, come Yazdgard II, Kavadh I, e Cosroe II costruirono inoltre molte fortificazioni nel Caucaso e nel litorale Caspiano, la più famosa delle quali è quella di Darband. Movses Kalantuaci parla di "splendide mura costruite con grandi spese dai re di Persia."